# Кливленд (Флорида)
Кливленд (англ. Cleveland) — статистически обособленная местность, расположенная в округе Шарлотт (штат Флорида, США) с населением в 3268 человек по статистическим данным переписи 2000 года.

## География
По данным Бюро переписи населения США статистически обособленная местность Кливленд имеет общую площадь в 14,5 квадратных километров, из которых 14,24 кв. километров занимает земля и 0,26 кв. километров — вода. Площадь водных ресурсов округа составляет 1,79 % от всей его площади.
Статистически обособленная местность Кливленд расположена на высоте 2 м над уровнем моря.

## Демография
По данным переписи населения 2000 года в Кливлендe проживало 3268 человек, 1007 семей, насчитывалось 1571 домашнее хозяйство и 1978 жилых домов. Средняя плотность населения составляла около 225,38 человек на один квадратный километр. Расовый состав населённого пункта распределился следующим образом: 97,83 % белых, 0,40 % — чёрных или афроамериканцев, 0,34 % — коренных американцев, 0,21 % — азиатов, 0,03 % — выходцев с тихоокеанских островов, 0,70 % — представителей смешанных рас, 0,49 % — других народностей. Испаноговорящие составили 1,44 % от всех жителей статистически обособленной местности.
Из 1571 домашних хозяйств в 14,8 % воспитывали детей в возрасте до 18 лет, 54,6 % представляли собой совместно проживающие супружеские пары, в 6,3 % семей женщины проживали без мужей, 35,9 % не имели семей. 29,9 % от общего числа семей на момент переписи жили самостоятельно, при этом 17,3 % составили одинокие пожилые люди в возрасте 65 лет и старше. Средний размер домашнего хозяйства составил 2,08 человек, а средний размер семьи — 2,52 человек.
Население статистически обособленной местности по возрастному диапазону по данным переписи 2000 года распределилось следующим образом: 14,3 % — жители младше 18 лет, 5,5 % — между 18 и 24 годами, 17,7 % — от 25 до 44 лет, 26,8 % — от 45 до 64 лет и 35,6 % — в возрасте 65 лет и старше. Средний возраст жителей составил 54 года. На каждые 100 женщин в Кливлендe приходилось 100,0 мужчин, при этом на каждые сто женщин 18 лет и старше приходилось 96,8 мужчин также старше 18 лет.
Средний доход на одно домашнее хозяйство статистически обособленной местности составил 31 537 долларов США, а средний доход на одну семью — 37 208 долларов. При этом мужчины имели средний доход в 30 778 долларов США в год против 20 667 долларов среднегодового дохода у женщин. Доход на душу населения статистически обособленной местности составил 31 537 долларов в год. 5,9 % от всего числа семей в населённом пункте и 8,4 % от всей численности населения находилось на момент переписи населения за чертой бедности, при этом 3,9 % из них были моложе 18 лет и 6,3 % — в возрасте 65 лет и старше.